# 미래의 여친님이 나에게 인사를 건네왔다
미래의 여친님이 나에게 인사를 건네왔다는 테일즈샵에서 제작한 비주얼 노벨 게임이다.

## 등장인물
유린
CV. 윤아영
자칭 미래여친

## 미디어 믹스

### 노벨라이즈 시리즈
과거의 여친님이 나에게 미소를 건네왔다
현재의 여친님이 나에게 소망을 건네왔다
미래의 여친님에게 인사를 건네러 간다

### 드라마 CD
과거의 여친님이 나에게 미소를 건네왔다 드라마 CD
현재의 여친님이 나에게 소망을 건네왔다 드라마 CD
미래의 여친님에게 인사를 건네러 간다 드라마 CD